# Pannaxiakos Athlītikos Omilos
Il Pannaxiakos Athlītikos Omilos è una società polisportiva greca con sede a Nasso e Piccole Cicladi. Le sezioni cestistiche e pallavoliste si sono rese indipendenti rispetto alla polisportiva, cambiando denominazione in Pannaxiakos Athlītikos Omilos Naxou e i propri colori sociali in seguito alla fusione con l'Athlītikos Omilos Naxou 2004 avvenuta nel 2006.
La polisportiva è attiva nei seguenti sport:
- calcio
- atletica
- pallavolo, con una squadra maschile e una squadra femminile
- pallacanestro